# Río Aveyron
El río Aveyron (en occitano Avairon) es un río del sur de Francia que fluye por la región Occitania. Es un afluente del río Tarn y, a su vez, afluente del río Garona. El departamento de Aveyron está nombrado por este río.
A orillas del río Aveyron, se encontró los Swimming Reindeer ("renos nadando"), una escultura realizada en la punta de un colmillo de mamut de 13 000 años de edad; el objeto se encontró cerca de la comuna Montastruc, departamento de Tarn y Garona.

## Geografía

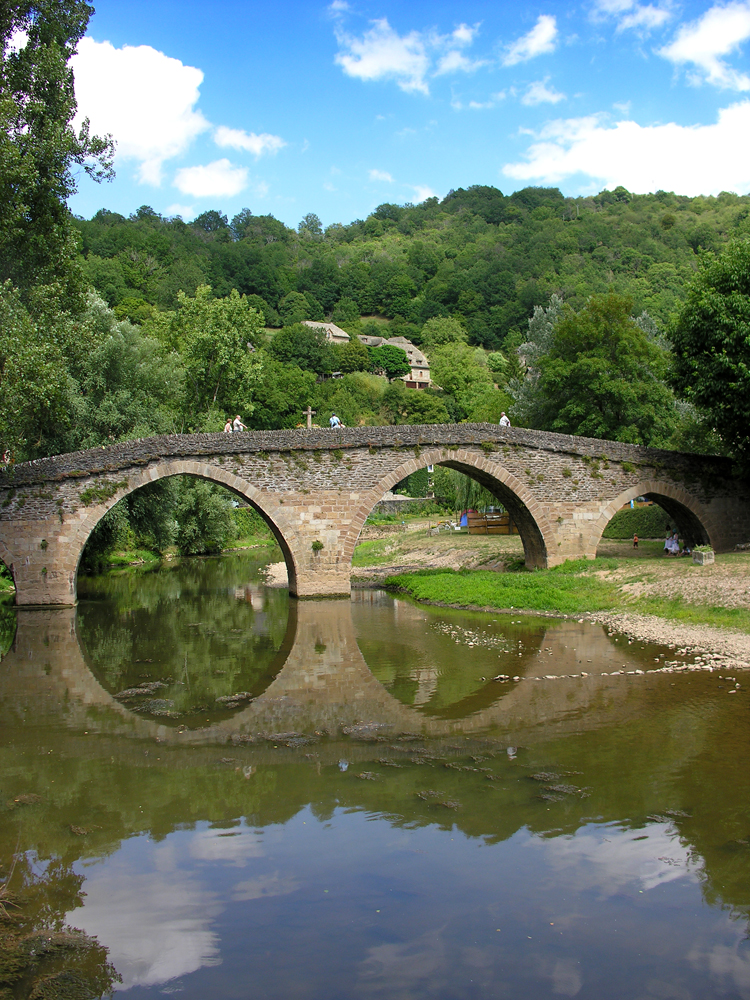
El puente de Belcastel sobre el Aveyron

El río Aveyron tiene una longitud de 290,7 km, y su cuenca tiene una superficie de 5170 km².
Su caudal medio es de 55,0 m³/s en Piquecos, cerca de su confluencia con el río Tarn.

### Curso
El río Aveyron nace en el Causse de Sévérac, Macizo Central, en la comuna Sévérac-le-Château del departamento de Aveyron, a una altitud de 735 m (coordenadas: 44°18′46″N 3°05′38″E / 44.31278, 3.09389).
El río fluye a través de 62 comunas en tres departamentos, todos en la región Mediodía-Pirineo. Los departamentos y comunas principales son:
- Aveyron : Sévérac-le-Château, Laissac, Rodez, Villefranche-de-Rouergue, Najac
- Tarn : Penne
- Tarn-et-Garonne : Saint-Antonin-Noble-Val, Bruniquel, Montricoux, Nègrepelisse, Piquecos

Finalmente, desemboca en el Tarn al noroeste de Montauban, entre Lafrançaise y Villemade, en el departamento de Tarn y Garona. a una altitud de 71 m.

## Afluentes principales
- Afluentes por el lado izquierdo
  - Viaur - 168.2 km;[5]
  - Cérou - 87.1 km;[6]
  - Vère - 53.2 km;[7]
  - Serène de Sanvensa - 32.2 km;[8]
- Afluentes por el lado derecho
  - Alzou - 43.9 km;[9]
  - Bonnette - 24.9 km;[10]
  - Lère - 45.1 km;[11]
  - Serre - 29.4 km;[12]